# داليا البحيري
داليا البحيري (مواليد 15 أكتوبر 1970) هي ممثلة مصرية.

## عن حياتها
ولدت في محافظة الغربية في مدينة طنطا، حصلت على لقب ملكة جمال مصر عام 1990، كما حازت على المركز السابع والعشرون في مسابقة ملكة جمال العالم التي أقييمت في لوس أنجلوس في نفس العام حاصلة على بكالوريوس من «كلية السياحة والفنادق» حيث عملت كمرشدة سياحية، ثم كمقدمة برامج علي القناة الفضائية المصرية وكعارضة أزياء، نصبت سفيرة للنوايا الحسنة في نوفمبر 2010، وذلك من أجل محاربة مرض السكتة الدماغية، وقد أعربت عن سعادتها باختيارها لهذا المنصب، لأنه يعتبر دورًا أساسيًا لأي فنان.

### حياتها الخاصة
تزوجت مرتين المرة الأولى من رجل مصري انجبت ابنتها «خديجة» إلا إنها توفيت بعد 8 أشهر وانفصلت عنه، والمرة الثانية في أغسطس 2008 من «فريد المرشدي» لكنهما انفصلا بعد زواج استمر خمس سنوات وتوفي طليقها عام 2014.
وفي ديسمبر 2016 تزوجت للمرة الثالثة من رجل أعمال اسمه حسن سامي.

## دخولها الفن
دخلت التمثيل عام 2000 مع ظاهرة سينما الممثلات وذلك عندما قامت بدور سعاد في فيلم «علشان ربنا يحبك» للمخرج رأفت الميهي وشاركها البطولة في الفيلم المغنية جيهان راتب والممثل أحمد رزق، وقد سطع نجمها بعد أن أداءها دوراً مع الفنان هاني رمزي في الفيلم الكوميدي محامي خلع عام 2002، واصلت بعد ذلك مشوارها الفني بالتمثيل في العديد من الأعمال في السينما والتلفزيون وقامت في العديد من الأدوار المركبة الصعبة.

## أعمالها

### افلام
| اسم الفيلم         | بدور         | سنه الاصدار |
| ------------------ | ------------ | ----------- |
| عمليات خاصة        | ضيفة شرف     | 2007        |
| جوبا               | ريم          | 2007        |
| زي الهوا           | سلمى         | 2006        |
| أحلام حقيقية       | مي           | 2006        |
| السفارة في العمارة | داليا شهدي   | 2005        |
| كان يوم حبك        | ليالي        | 2005        |
| الغواص             | ملاك         | 2005        |
| حريم كريم          | مها شكرى     | 2005        |
| الباحثات عن الحرية | عايدة        | 2004        |
| سنة أولى نصب       | داليا        | 2004        |
| محامي خلع          | رشا الوردانى | 2002        |
| علشان ربنا يحبك    | سعاد         | 2000        |

### المسلسلات
| اسم المسلسل                            | سنه الاصدار                 | الدور                         |
| -------------------------------------- | --------------------------- | ----------------------------- |
| فلانتينو                               | 2020                        | نور محمد أحمد فلانتينو - نورا |
| أيام العسل                             | 2019                        | ضيف شرف                       |
| للحب فرصة أخيرة                        | 2018                        | ليلى                          |
| يوميات زوجة مفروسة أوي (ج1، 2، 3، 4،5) | 2015، 2016، 2017، 2018،2019 | إنجي أحمد                     |
| القاصرات                               | 2013                        | عطر                           |
| في غمضة عين                            | 2013                        | نبيلة                         |
| ريش نعام                               | 2010                        | فريدة                         |
| بنت من الزمن ده                        | 2008                        | شروق                          |
| صرخة أنثى                              | 2007                        | عفيفى/عفيفة/عفاف              |
| علي يا ويكا                            | 2006                        | سمكة                          |
| قلبي يناديك                            | 2004                        | عصمت                          |
| البنات                                 | 2003                        | سهير الابنة الثالثة           |

### برامج
| اسم البرنامج        | سنه الاصدار |
| ------------------- | ----------- |
| بيومي أفندي         | 2017        |
| المرايا             | 2016        |
| أبيض وأسود          | 2016        |
| هاني في الأدغال     | 2016        |
| أنا مصر             | 2015        |
| خليها علينا         | 2015        |
| ريتنغ رمضان         | 2015        |
| التجربة الخفية      | 2015        |
| قوي قلبك            | 2014        |
| رامز قرش البحر      | 2014        |
| الحُكم               | 2014        |
| صاحبة السعادة       | 2014        |
| نورت مع أروى        | 2013        |
| أنا والعسل 2        | 2013        |
| فاصل ونعود مع داوود | 2010        |
| طرطأ وفنجل          | 2008        |
| دارك                | 2008        |
| عفاريت حسين الإمام  | 2008        |

| - وش في وش :2019 - مسلسل اذاعي - مروى - برنامج عفاريت حسين الإمام - رسوم متحركة قصص الحيوان في القرآن:2011 - عنكبوتة - رسوم متحركة مغامرات لومة والمعلم سلومة:2012 - رسوم متحركة مبروك وسلطان وجميلة:2009 -جميلة |

## المهرجان الدولي لفيلم المرأة بسلا في المغرب يكرم داليا البحيري[4]
كرم المهرجان الدولي لفيلم المرأة بمدينة سلا في المغرب الممثلة المصرية داليا البحيري في افتتاح دورته السابعة عشرة، الاثنين 23 سبتمبر 2024.
وقدمت داليا خلال مشوار امتد لأكثر من 20 عاماً عدداً من الأفلام السينمائية من بينها (محامي خلع) و(سنة أولى نصب) و(حريم كريم) و(الباحثات عن الحرية) و(الغواص) و(السفارة في العمارة).

## وصلات خارجية
- داليا البحيري على موقع IMDb (الإنجليزية)
- داليا البحيري على موقع الدهليز
- داليا البحيري على موقع قاعدة بيانات الأفلام العربية